# Subhash Chandra
Subhash Chandra (Hisar, 30 de novembro de 1950) é um empresário indiano. Ele é presidente do Essel Group. Sua fortuna é avaliada em mais de US$ 2.5 bilhões. Segundo a revista Forbes em 2015 ele era a 18º pessoa mais rica da Índia. Chandra foi eleito para o parlamento indiano pelo estado de Haryana nas eleições de 2016 em Rajya Sabha, como candidato do Partido do Povo Indiano.